# Phaeothecoidea minutispora
Phaeothecoidea minutispora är en svampart som beskrevs av Crous & Summerell 2009. Phaeothecoidea minutispora ingår i släktet Phaeothecoidea och familjen Mycosphaerellaceae.   Inga underarter finns listade i Catalogue of Life.